# 黄超 (羽毛球运动员)
黄超（英語：Huang Chao，1992年6月30日—），原籍中國湖北荆州，2010年入籍新加坡，現時為新加坡男子羽毛球運動員。

## 簡歷
黄超原籍中国湖北荆州，父亲黄凯是前中国羽球队的双打球员，而母亲杨玲則曾入选湖北省艺术体操队。黄超在父亲熏陶下，6岁开始打球。从2000年起，曾一连四年夺得湖北省少年单打冠军。
2004年，黄超在新加坡国家队前双打球员李羽佳的引荐下，前往新加坡發展。当时与他一起获选的球员還包括顾娟、姚蕾、伏明天和张蓓雯等人。黄超在成为新加坡羽总属下的球员后，曾夺得泰国国王杯13岁以下男单冠军。
他在新加坡发展五年后才成为永久居民，並在青奥运举行前七个月才正式成为新加坡公民。然而，由於他在2010年的亚青赛和世青赛表現平平，未能夠达到新加坡奥理会定下的青奥运入选标准，最后只能憑外卡参赛。

## 主要比賽成績
只列出曾進入準決賽的國際賽事成績：
| 年份   | 賽事                   | 公開賽級別 | 項目     | 拍檔 | 成績 |
| ------ | ---------------------- | ---------- | -------- | ---- | ---- |
| 2014年 | 英聯邦運動會羽毛球比賽 | 其他       | 混合團體 | －   | 銅牌 |

| 2007-2017年 | 首要超級賽 | 超級賽 | 黃金大獎賽 | 大獎賽 | 國際挑戰賽 | 國際系列賽 | 未來系列賽 | 其他 |

| 2018-2026年 | 總決賽 | 超級1000賽 | 超級750賽 | 超級500賽 | 超級300賽 | 超級100賽 | 國際挑戰賽 | 國際系列賽 | 未來系列賽 | 其他 |